# Exorista securicornis
Exorista securicornis är en tvåvingeart som beskrevs av Louis-Paul Mesnil 1941. Exorista securicornis ingår i släktet Exorista och familjen parasitflugor. Inga underarter finns listade i Catalogue of Life.